# Alpentrail
Alpentrail – wyścig psich zaprzęgów rozgrywany od 1996 roku w Niemczech.
Zorganizowany z myślą kontynuacji zlikwidowanego rok wcześniej wyścigu Alpirod. Zazwyczaj składa się z sześciu etapów, o długości od 30 do 55 km i różnicy wzniesień od 1200 do 1600 metrów w każdym etapie. Maszerzy ze swoimi zaprzęgami startują w kategoriach 8 lub 12 psów. W 2005 roku wyścig odbył się w kategoriach 6 i 10 psów, po czym powrócono do wcześniejszych kategorii. Pierwszym zwycięzcą w kategorii 6 psów był pochodzący z Austrii Gerhard Offer, a pierwszym zwycięzcą w kat. 12 psów był Amerykanin Tim White. Najczęściej zwyciężała Heini Winter z Niemiec – 6 razy w kat. 12 psów i 1 raz w kat. 8 psów.